# Graduate Institute of International and Development Studies

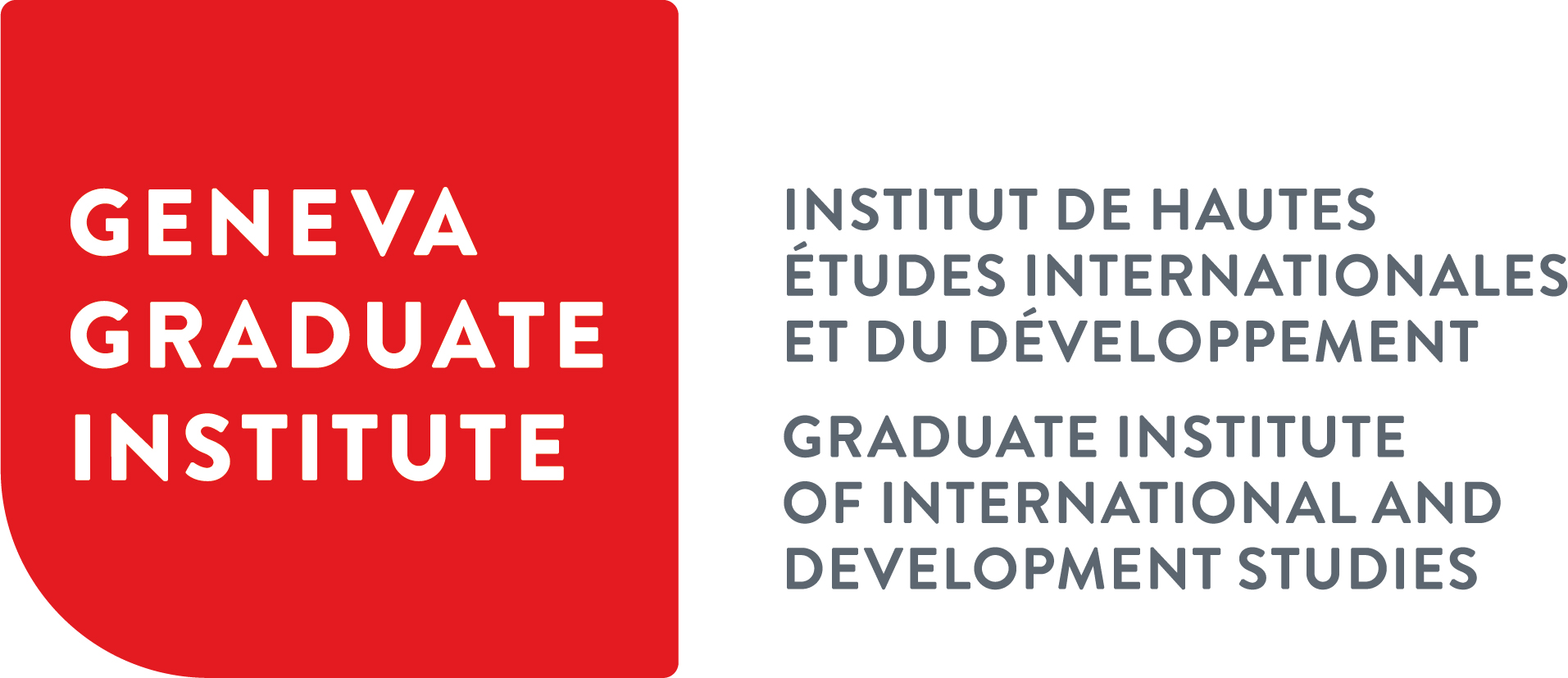
Logo

Graduate Institute of International and Development Studies (franska: Institut de hautes études internationales et du développement, förkortat IHEID), även känt som Geneva Graduate Institute, är ett offentligt-privat universitet på forskarnivå beläget i Genève, Schweiz.
Institutionen räknar en FN-generalsekreterare (Kofi Annan), sju Nobelpristagare, en Pulitzerpristagare och ett flertal ambassadörer, utrikesministrar och statschefer bland sina alumner och fakulteter. Grundat av två högt uppsatta tjänstemän från Nationernas förbund har Graduate Institute starka kopplingar till den internationella organisationens efterträdare, FN, och många alumner har fortsatt att arbeta på FN-organ.